# Ferrand (Isère)
Pour les articles homonymes, voir Ferrand.
Le Ferrand est un torrent du département de l'Isère, en région Auvergne-Rhône-Alpes, dans les Alpes françaises, et un affluent de la Romanche, donc un sous-affluent du Rhône, par le Drac et l'Isère. La vallée dans laquelle il prend sa source et coule jusqu'à ce qu'il rejoigne la vallée de la Romanche est nommée « vallée du Ferrand » ; elle fait partie de l'Oisans.

## Géographie
De 13,5 km de longueur, le Ferrand est un torrent qui prend sa source à l'est du pic de l'Étendard (3 464 m), au sud de la crête des Sauvages (2 588 m), à 2 475 m d'altitude, sur la commune de Clavans-en-Haut-Oisans et s'appelle dans cette partie haute, le ruisseau de la Combe des Traversins.
Il se jette dans la Romanche à 200 mètres en dessous du barrage du lac du Chambon, à 940 m, sur la commune du Freney-d'Oisans.

### Communes et cantons traversés

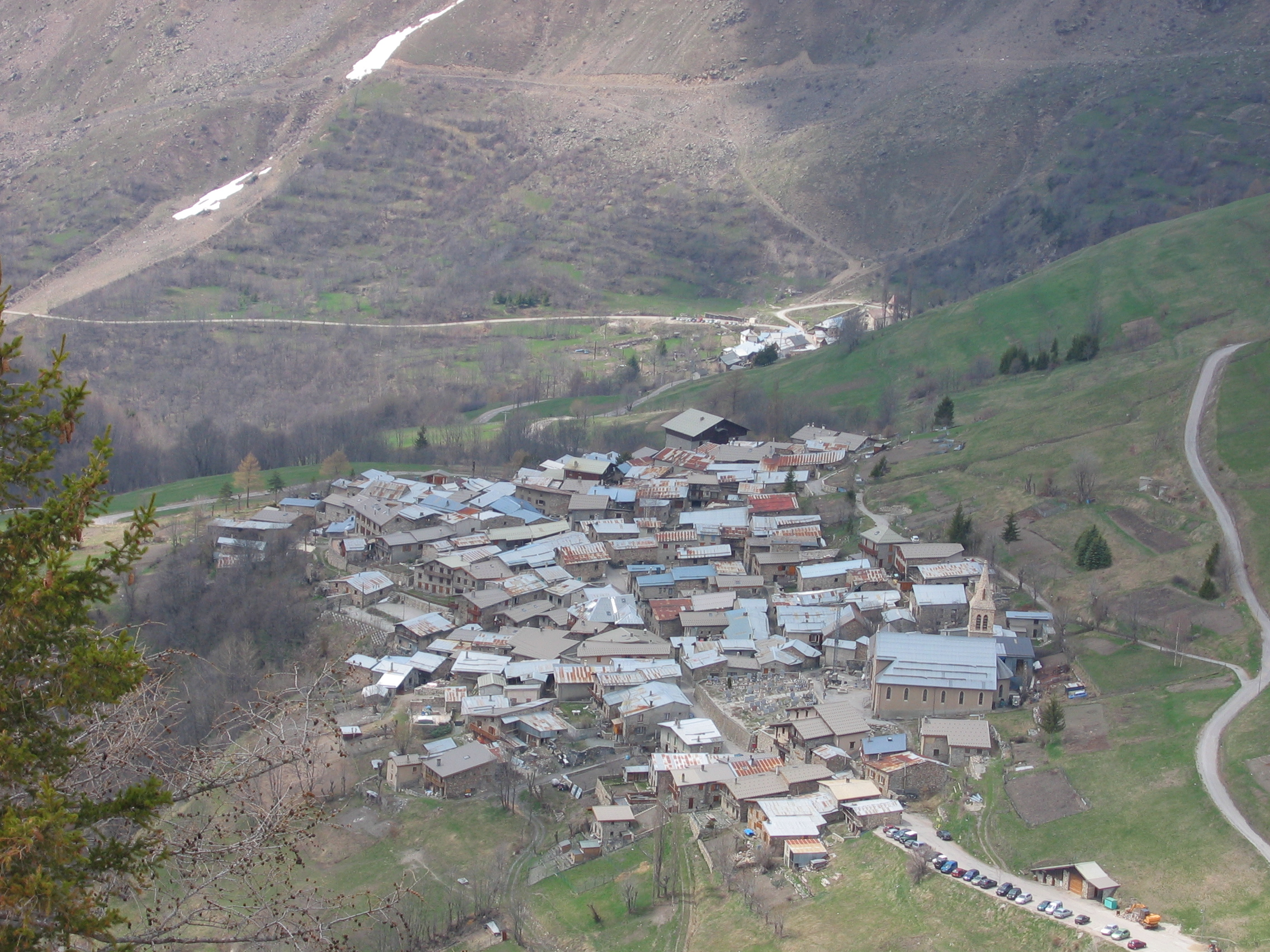
Premier-plan : Besse, arrière-plan : aperçu partiel de Clavans-en-Haut-Oisans ; le torrent du Ferrand, que l'on ne voit pas ici, coule dans la vallée entre ces deux villages.

Dans le seul département de l'Isère, le Ferrand traverse les trois communes suivantes, dans le seul canton du Bourg-d'Oisans dans l'arrondissement de Grenoble, dans le sens amont vers aval, de Clavans-en-Haut-Oisans (source), Besse, Le Freney-d'Oisans (confluence).

### Bassin versant
Le Ferrand traverse une seule zone hydrographique La Romanche du Ferrand inclus au Vénéon (W272) de 370 km2 de superficie. Ce bassin versant est constitué à 97,02 % de « forêts et milieux semi-naturels », à 2,46 % de « territoires agricoles », à 0,28 % de « surfaces en eau », à 0,13 % de « territoires artificialisés ».

### Organisme gestionnaire
C'est le syndicat mixte des bassins hydrauliques de l'Isère qui s'occupe de fédérer les aménagements sur la Romanche.

## Affluents
Le Ferrand a sept affluents référencés et la Valette est son principal affluent :
- le ruisseau du Coin Bonnet (rd) 1,7 km sur la seule commune de Clavans-en-Haut-Oisans avec un affluent :
  - le ruisseau de Ravel (rg) 1,2 km sur la seule commune de Clavans-en-Haut-Oisans.
- le ruisseau des Quirlies (rd), 2,2 km sur la seule commune de Clavans-en-Haut-Oisans.
- le ruisseau du Coin de la Selle (rd), 2,3 km sur la seule commune de Clavans-en-Haut-Oisans.
- le ruisseau du Clos Chevaleret (rd), 1,6 km sur la seule commune de Clavans-en-Haut-Oisans.
- le ruisseau Bruant (rd), 2,4 km sur la seule commune de Clavans-en-Haut-Oisans.
- Le ruisseau de la Valette (rg) 10,7 km sur deux communes avec deux affluents - de rang de Strahler quatre -.
- la rivière de la Salse (rg) 7 km les deux communes de Besse et Clavans-en-haut-Oisans avec neuf affluents :
  - le ruisseau de l'Or de Maringue (rg), 1 km sur la seule commune de Besse.
  - le ruisseau du Cognet Grataret (rg), 1,3 km sur la seule commune de Besse.
  - le ruisseau Moutet (rg), 1,1 km sur la seule commune de Besse.
  - le ruisseau Mistral (rg), 0,9 km sur la seule commune de Besse.
  - le ruisseau Audiarin (rg), 1 km sur la seule commune de Besse.
  - le ruisseau de la Quarlie (rd), 2,6 km sur la seule commune de Besse.
  - le Rif du Tel (rg), 2,9 km sur la seule commune de Besse.
  - le ruisseau de la Tricombette (rg), 0,9 km sur la seule commune de Besse.
  - le ruisseau de la Grande Combe (rd), 1,2 km sur la seule commune de Besse.

Le rang de Strahler est donc de cinq.

## Écologie
La Haute vallée du Ferrand est une ZNIEFF de type I depuis 2007 pour 731 hectares sur la seule commune de Clavans-en-Haut-Oisans : Znieff 820031872 - Haute vallée du Ferrand